# 石井駅 (広州市)
石井駅（せきせいえき）は、中華人民共和国広東省広州市白雲区石井街道に位置する広州地下鉄8号線の駅である。

## 歴史
- 2020年11月26日：開業[1]。

## 隣の駅
広州地下鉄
■ 8号線
亭崗駅 - 石井駅 - 小坪駅

## 駅周辺
- 石井中学